# 藤井真透
藤井 真透（ふじい ますき、1889年（明治22年）1月11日 - 1963年（昭和38年）9月19日）は、日本の道路技術者、内務官僚、政治家。宮崎県都城市生まれ。

## 来歴・人物
1914年（大正3年）東京帝国大学工科大学土木工学科卒業。同年大阪府庁に入庁。
1916年（大正5年）兵庫県技師。1917年（大正6年）、明治神宮造営局技師に転任。折下吉延とともに、明治神宮外苑の銀杏並木道路を手がける。
1922年-1942年、東京帝国大学講師兼務。道路工学を担当。1931年からは、日本大学の非常勤講師兼務。道路および街路工学を担当。
1924年（大正13年）から、内務省土木試験所勤務。1936年（昭和11年）-1942年まで。試験所長を務める。1932年、工学博士。
戦中は都城市に戻り、1945年の一時期、公職追放されるまで、都城市長を務める。
1953年（昭和28年）、日本大学工学部（のち理工学部）土木工学科および大学院教授就任。
1961年（昭和36年）、日本国土開発コンサルタント株式会社社長に就任。

## 栄典
- 1940年（昭和15年）8月15日 - 紀元二千六百年祝典記念章[4]